# Öyvind Båstad
Öyvind Båstad (ur. 1 lutego 1905, zm. 7 maja 1979) – norweski pisarz, tworzył gł. powieści i dramaty, poruszające tematy związane ze współczesną mu Norwegią. W dramacie Patrioten (1938) ukazał Norwegię w przededniu II wojny światowej. Ostro krytykował procesy społ. oraz postawę moralną niektórych norweskich obywateli w czasie okupacji oraz po zakończeniu II wojny światowej. Autor powieści Saga o norweskich osiedlach na Grenlandii (1945), Spekulant (1947), Czerwona Begonia (1947), Testament starego Winckla (1949). Jego twórczość obejmowała także opowiadania, których zbiór ukazał się w 1966 r. pt. Kpiarz z wyspy Toska. W latach 60. napisał kilka powieści satyrycznych o tematyce społecznej: Dodens Tango (1967), Appassionata (1968), Jorunn (1969), Sort messe (1970). Znany jest także jako autor słuchowisk radiowych.